# Opius cingulaticornis
Opius cingulaticornis är en stekelart som beskrevs av Fischer 1965. Opius cingulaticornis ingår i släktet Opius och familjen bracksteklar. Inga underarter finns listade i Catalogue of Life.